# Madhuca clavata
Madhuca clavata är en tvåhjärtbladig växtart som beskrevs av Jayas. Madhuca clavata ingår i släktet Madhuca och familjen Sapotaceae.
Artens utbredningsområde är Sri Lanka. Inga underarter finns listade i Catalogue of Life.